# Blomia prisca
Blomia prisca är en kinesträdsväxtart som först beskrevs av Standley, och fick sitt nu gällande namn av Cyrus Longworth Lundell. Blomia prisca ingår som enda art i släktet Blomia och familjen kinesträdsväxter. Inga underarter finns listade i Catalogue of Life.